# Batalla de Sigüenza
La batalla de Sigüenza tuvo lugar al inicio de la guerra civil española, desde el 7 de agosto al 15 de octubre de 1936. El episodio más importante fue el sitio a su catedral, donde se refugiaron cerca de 800 personas, entre tropas republicanas y civiles, para resistir a los sublevados en espera de refuerzos, que nunca llegaron. La batalla finalizó con la destrucción parcial de la ciudad, incluidos importantes edificios de gran valor histórico-artístico, y la muerte de más de 500 personas, en su mayoría civiles.

## Antecedentes
Las fechas y acciones decisivas fueron:
Julio de 1936
Lunes,13: Asesinato de Francisco Gonzalo, El Carterillo, creador y presidente de la Casa del Pueblo de Sigüenza, fundador de la Agrupación Socialista y del Sindicato de Oficios Varios, y miembro de la Comisión Gestora Municipal, a manos de un grupo de conocidos miembros de la derecha seguntina
Sábado, 25: Entra en la ciudad una columna de la CNT-FAI al mando de Feliciano Benito. Varias horas después llega una nueva columna del batallón «Pasionaria». En los dos días siguientes se producen los asesinatos del obispo Eustaquio Nieto Martín, del presidente de Acción Católica, José María Martínez, y del deán de la Catedral, Anastasio de Simón, por un grupo de milicianos. Un día después de estos asesinatos llega a la ciudad el comandante Martínez de Aragón al frente de otras dos columnas de milicianos ferroviarios de la UGT y de las JSU.
Agosto de 1936
- Viernes, 7: Se produce el asalto a la ciudad por las tropas sublevadas acantonadas ya en la localidad de Alcolea del Pinar, que termina en fracaso. Tras este frustrado asalto se producen en la ciudad graves incidentes anticlericales, con la profanación de varias iglesias.

- Domingo, 16: Desde Guadalajara el coronel Jiménez Orge lanza una ofensiva militar con la intención de tomar Atienza, que termina en fracaso.

- Viernes, 21: Los milicianos se ven obligados en varias ocasiones a frenar el avance de las tropas nacionales procedentes de Atienza con varias ofensivas en torno a las localidades de Riba de Santiuste e Imón. En una de ellas muere Hipólito Etchebéhère, marido de Mika Feldman de Etchebéhère, ambos argentinos. Mika posteriormente fue nombrada capitana de las milicias del POUM. Tiempo después publicó un libro sobre sus experiencias titulado Mi guerra de España.

## El asedio
Septiembre de 1936
- Lunes, 7: La ciudad es bombardeada por primera vez con fuego artillero, desde Mojares, sobre la vía férrea de Zaragoza, controlada por las tropas sublevadas y que continuarán a intervalos regulares hasta la caída de Sigüenza.

- Martes, 15: Como consecuencia del avance de la ofensiva, llegan a la ciudad numerosos refugiados procedentes de los pueblos ocupados.

- Martes, 29: Una numerosa escuadrilla de aviones alemanes bombardea en sucesivas oleadas la ciudad desde primeras horas de la mañana, causando graves daños en la población, además de la destrucción total del Hospital y Hospicio del obispado, matando a todos los niños internos y las hermanas celadoras.

Octubre de 1936
- Jueves, 8: El comandante Martínez de Aragón abandona Sigüenza a última hora de la tarde en busca de refuerzos. Los milicianos que permanecen en la ciudad se encierran, junto con civiles refugiados, en la catedral. La artillería sublevada cañonea la catedral desde cuatro puntos distintos, produciendo grandes destrozos en su techumbre, torre derecha y cúpula. Un grupo de milicianos encabezados por Feliciano Benito consiguen evadirse de la Catedral y llegar a las filas republicanas. Los sitiados rechazan aceptar una posible rendición incondicional.

- Martes, 13: Los sublevados reanudan el fuego artillero contra la Catedral, produciendo importantes daños en el crucero y muchos otros lugares. Fracasa un nuevo intento de escapar por la parte trasera de la catedral por la fuerte presión rebelde.

- Jueves, 15: Los milicianos sitiados se rinden y, a partir de las 5:30 de la tarde, empieza la evacuación de la Catedral. Por entonces el comandante Martínez de Aragón se encontraba a menos de 20 kilómetros de la ciudad con una columna de refuerzo, que regresó a Guadalajara.

## Los crímenes de guerra y desapariciones
Una sutil referencia a lo que sucedió después de la rendición la encontramos en el libro del coronel en la reserva José Mª Manrique, en Sangre en la Alcarria (Galland Books, 2009), un relato de la guerra en Sigüenza, donde recuerda que ese día las fuerzas que asaltaron el templo-fortaleza comenzaron la clasificación de 738 presos, de los que 500 eran combatientes.  A día de hoy hay 157 prisioneros desaparecidos, lo que constituye un presunto crimen de guerra. La cifra es fruto del cotejo de las dos listas documentadas de prisioneros tras la batalla de Sigüenza que se conservan. La primera de estas listas está fechada el 16 de octubre de 1936, al día siguiente de la toma militar de Sigüenza y consta de 591 personas, entre miembros de las milicias republicanas y refugiados de los pueblos cercanos. La segunda lista se elabora en Soria en el mes de enero de 1937, y está firmada por el director de la prisión de esta ciudad. En esta lista aparecen 333 presos, y en ella aparecen algunos nombres nuevos pues en ese periodo (octubre-enero) otros 14 presos habían llegado desde otras procedencias. Excluido este grupo y comparadas ambas listas la diferencia es de 157 presos menos en el segundo listado respecto al primero.
Hoy existen testimonios que indican que los prisioneros fueron trasladados atados por los codos a la Alameda, siendo encerrados en el teatro Capitol para la clasificación, exceptuando los ancianos, mujeres y niños que fueron inicialmente encerrados en las escuelas y liberados poco después. Al día siguiente y sin apenas darles de beber, los presos del Capitol fueron trasladados en camiones de ganado a Soria, donde fueron encerrados en el convento de Santa Clara, habilitado como cuartel y prisión. Varios de estos presos fueron ejecutados por el camino en los altos de Barahona, límite entre las provincias de Guadalajara y Soria.
Su desaparición es constitutiva de un presunto crimen de guerra, pues se hallaban bajo custodia del ejército sublevado y, según la legislación vigente en la época, estos prisioneros de guerra estaban bajo el amparo del Convenio de Ginebra de 1929, por ello el Relator Especial de la ONU para Desapariciones Forzosas, Ariel Dulitski, asumió la información sobre los 157 desaparecidos, sin embargo no se ha avanzado nada en la investigación.